# Ligne Uchibō
La ligne Uchibō (内房線, Uchibō-sen) est une ligne ferroviaire du réseau East Japan Railway Company (JR East) au Japon. Elle relie la gare de Soga à Chiba, à la gare d'Awa-Kamogawa, sur la côte Pacifique de la péninsule de Bōsō.

## Histoire
La ligne fut mise en service en 1912 entre Soga et Anegasaki, sous le nom de ligne Kisarazu (木更津線). En 1919, la ligne fut prolongée à Awa-Hōjō (aujourd'hui Tateyama) et fut renommée ligne Hōjō (北条線). En 1925, la ligne arriva à Awa-Kamogawa, son terminus actuel. En 1972, la ligne reçu son nom actuel, Uchibō.

## Caractéristiques

### Ligne
- Longueur : 119,4 km
- Ecartement : 1 067 mm
- Alimentation : 1 500 Vcc par caténaire
- Nombre de voies :
  - Double voie de Soga à Kimitsu
  - Voie unique de Kimitsu à Awa-Kamogawa

### Tracé
|  |

### Services et interconnexions
À Soga, la ligne Uchibō est interconnectée avec la ligne Keiyō, ce qui permet des services express Sazanami depuis la gare de Tokyo. La ligne est également interconnectée avec la ligne Sotobō, ce qui permet à la plupart des trains de la ligne d'aller jusqu'à la gare de Chiba, voire au-delà sur la ligne Sōbu. À Awa-Kamogawa, certains trains continuent sur la ligne Sotobō jusqu'à Kazusa-Ichinomiya.

### Liste des gares
| Gare          | Nom japonais | Distance depuis Soga (km) | Correspondances                                           | Localisation | Localisation        |
| ------------- | ------------ | ------------------------- | --------------------------------------------------------- | ------------ | ------------------- |
| Soga          | 蘇我         | 0                         | JR East : Keiyō (interconnexion), Sotobō (interconnexion) | Chiba        | Préfecture de Chiba |
| Hamano        | 浜野         | 3,4                       |                                                           | Chiba        | Préfecture de Chiba |
| Yawatajuku    | 八幡宿       | 5,6                       |                                                           | Ichihara     | Préfecture de Chiba |
| Goi           | 五井         | 9,3                       | Kominato Railway : Kominato                               | Ichihara     | Préfecture de Chiba |
| Anegasaki     | 姉ケ崎       | 15,1                      |                                                           | Ichihara     | Préfecture de Chiba |
| Nagaura       | 長浦         | 20,5                      |                                                           | Sodegaura    | Préfecture de Chiba |
| Sodegaura     | 袖ケ浦       | 24,4                      |                                                           | Sodegaura    | Préfecture de Chiba |
| Iwane         | 巌根         | 27,5                      |                                                           | Kisarazu     | Préfecture de Chiba |
| Kisarazu      | 木更津       | 31,3                      | JR East : Kururi                                          | Kisarazu     | Préfecture de Chiba |
| Kimitsu       | 君津         | 38,3                      |                                                           | Kimitsu      | Préfecture de Chiba |
| Aohori        | 青堀         | 42,0                      |                                                           | Futtsu       | Préfecture de Chiba |
| Ōnuki         | 大貫         | 46,6                      |                                                           | Futtsu       | Préfecture de Chiba |
| Sanukimachi   | 佐貫町       | 50,7                      |                                                           | Futtsu       | Préfecture de Chiba |
| Kazusa-Minato | 上総湊       | 55,1                      |                                                           | Futtsu       | Préfecture de Chiba |
| Takeoka       | 竹岡         | 60,2                      |                                                           | Futtsu       | Préfecture de Chiba |
| Hamakanaya    | 浜金谷       | 64,0                      |                                                           | Futtsu       | Préfecture de Chiba |
| Hota (ja)     | 保田         | 67,5                      |                                                           | Kyonan       | Préfecture de Chiba |
| Awa-Katsuyama | 安房勝山     | 70,8                      |                                                           | Kyonan       | Préfecture de Chiba |
| Iwai          | 岩井         | 73,7                      |                                                           | Minamibōsō   | Préfecture de Chiba |
| Tomiura       | 富浦         | 79,8                      |                                                           | Minamibōsō   | Préfecture de Chiba |
| Nako-Funakata | 那古船形     | 82,1                      |                                                           | Tateyama     | Préfecture de Chiba |
| Tateyama      | 館山         | 85,9                      |                                                           | Tateyama     | Préfecture de Chiba |
| Kokonoe       | 九重         | 91,7                      |                                                           | Tateyama     | Préfecture de Chiba |
| Chikura       | 千倉         | 96,6                      |                                                           | Minamibōsō   | Préfecture de Chiba |
| Chitose       | 千歳         | 98,6                      |                                                           | Minamibōsō   | Préfecture de Chiba |
| Minamihara    | 南三原       | 102,2                     |                                                           | Minamibōsō   | Préfecture de Chiba |
| Wadaura       | 和田浦       | 106,8                     |                                                           | Minamibōsō   | Préfecture de Chiba |
| Emi           | 江見         | 111,4                     |                                                           | Kamogawa     | Préfecture de Chiba |
| Futomi        | 太海         | 116,0                     |                                                           | Kamogawa     | Préfecture de Chiba |
| Awa-Kamogawa  | 安房鴨川     | 119,4                     | JR East : Sotobō (interconnexion)                         | Kamogawa     | Préfecture de Chiba |

### Matériel roulant

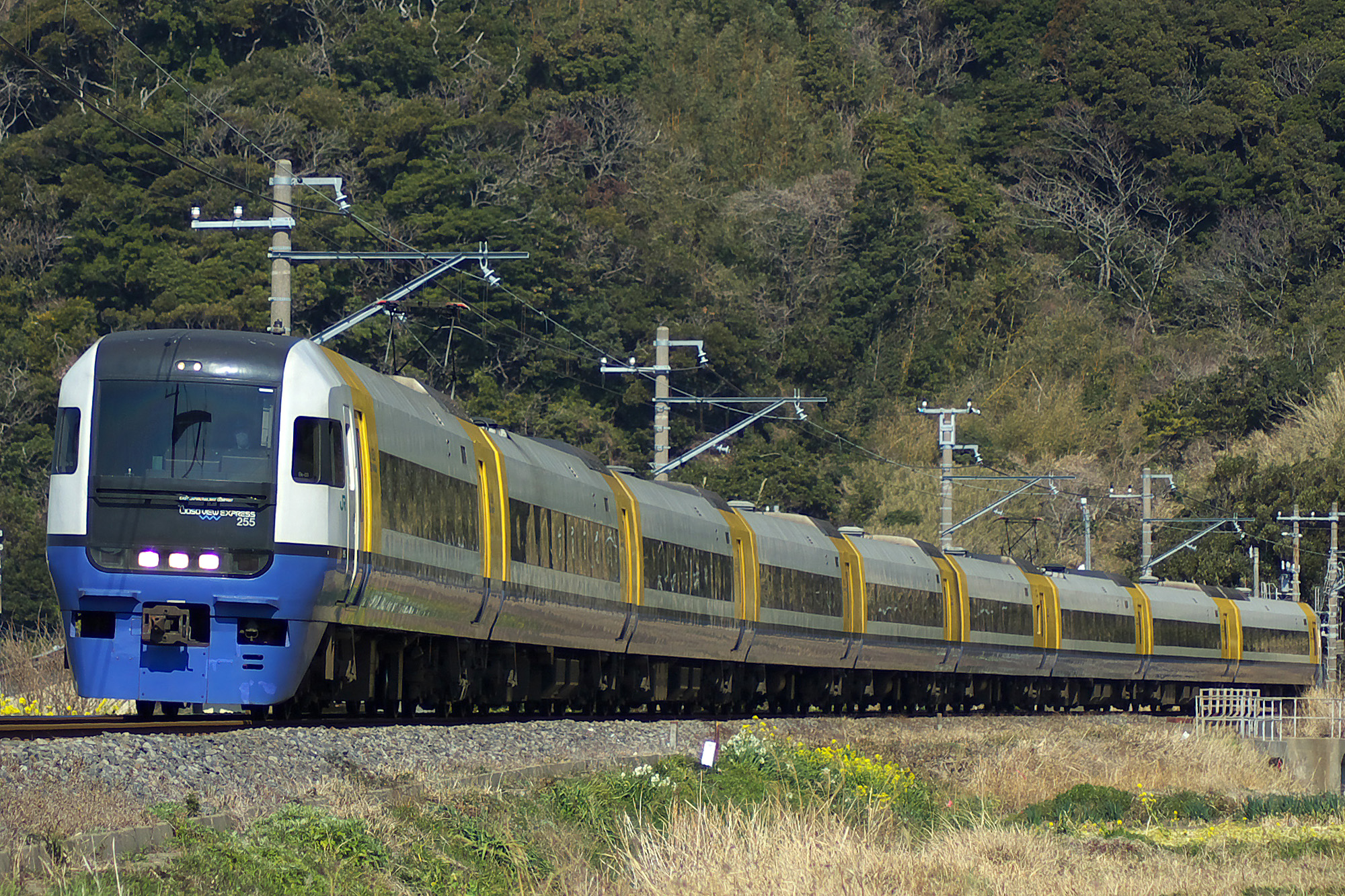
Série 255 (services Sazanami)
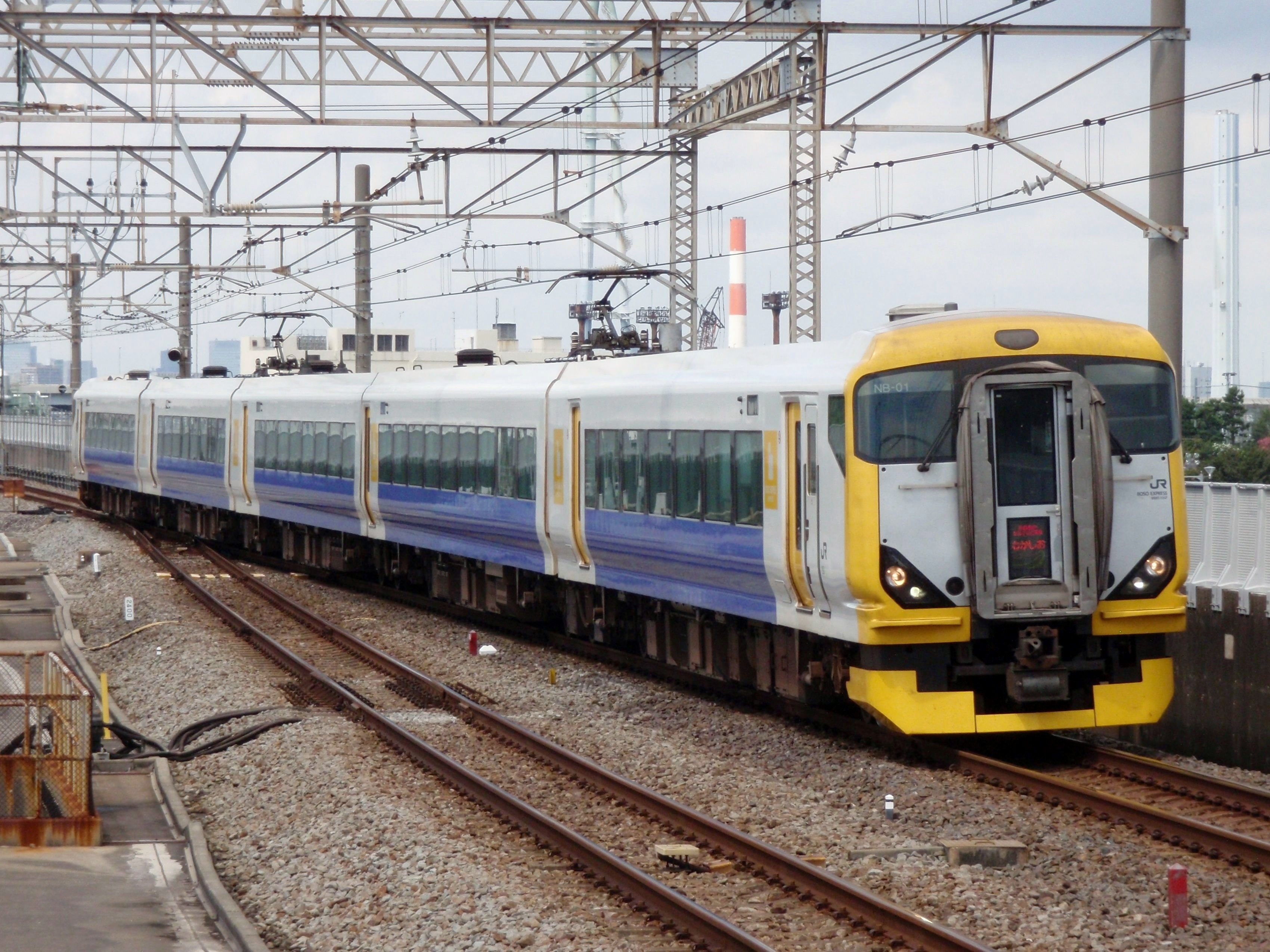
Série E257-500 (services Sazanami)
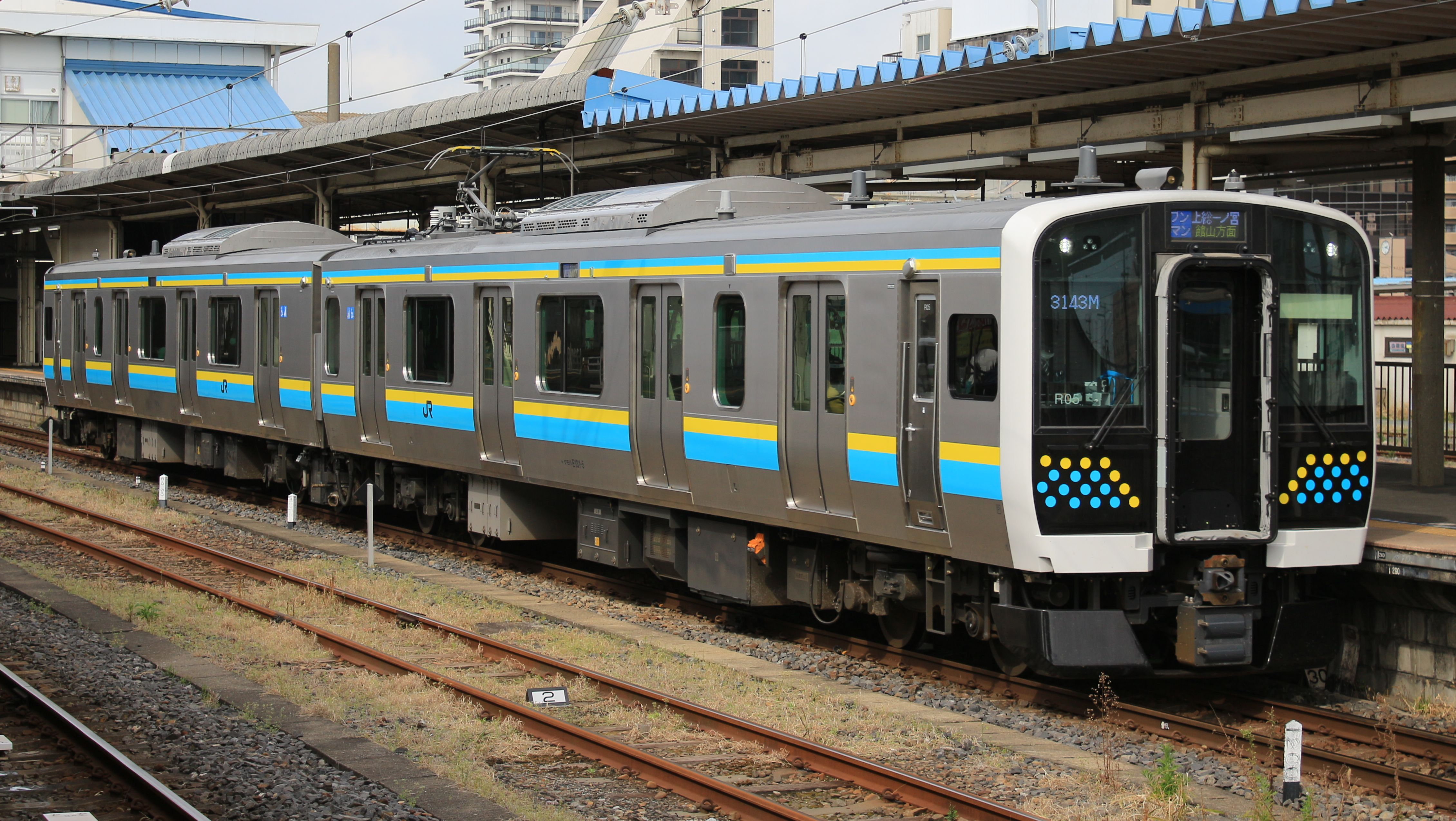
Série E131
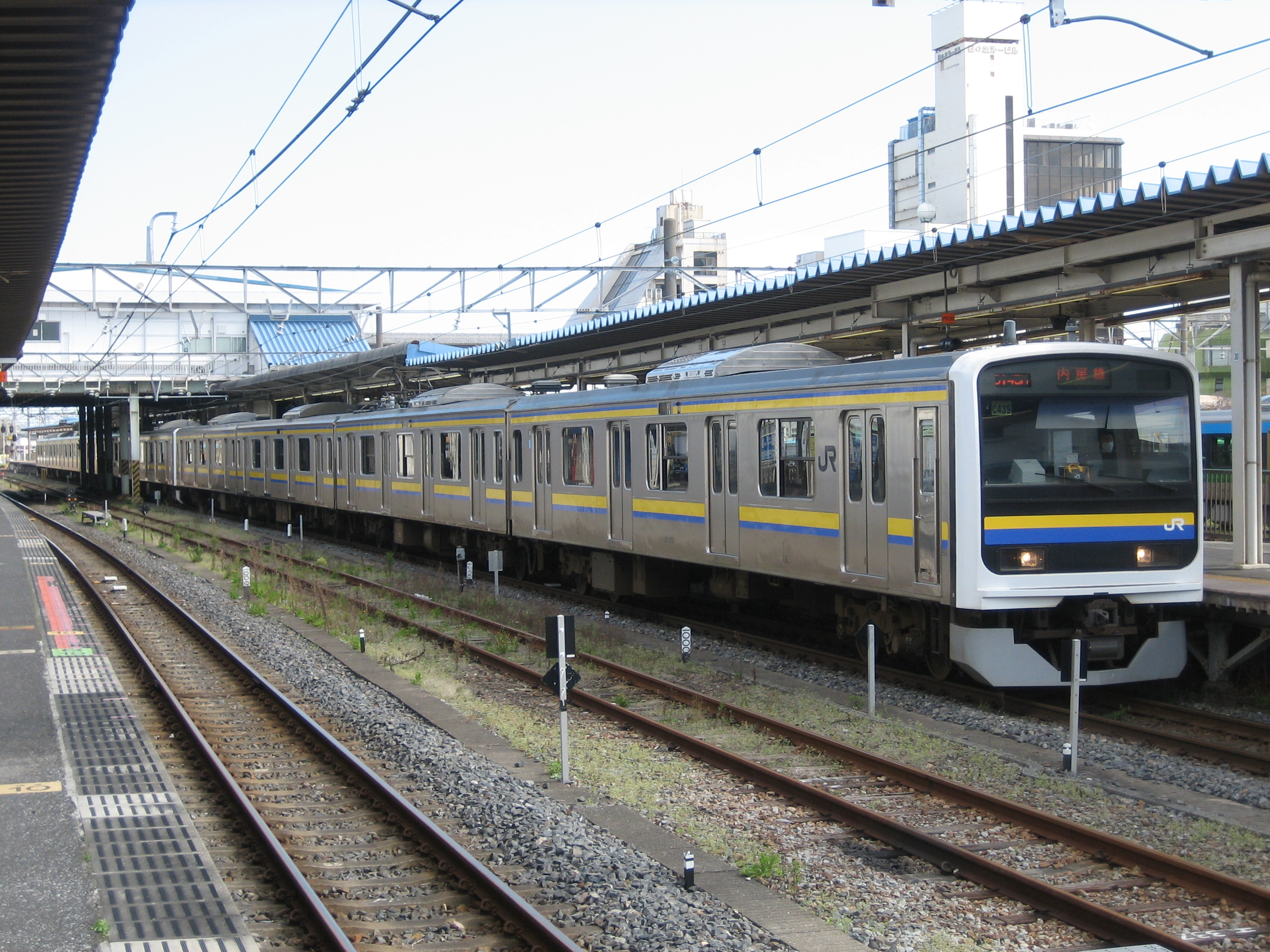
Série 209
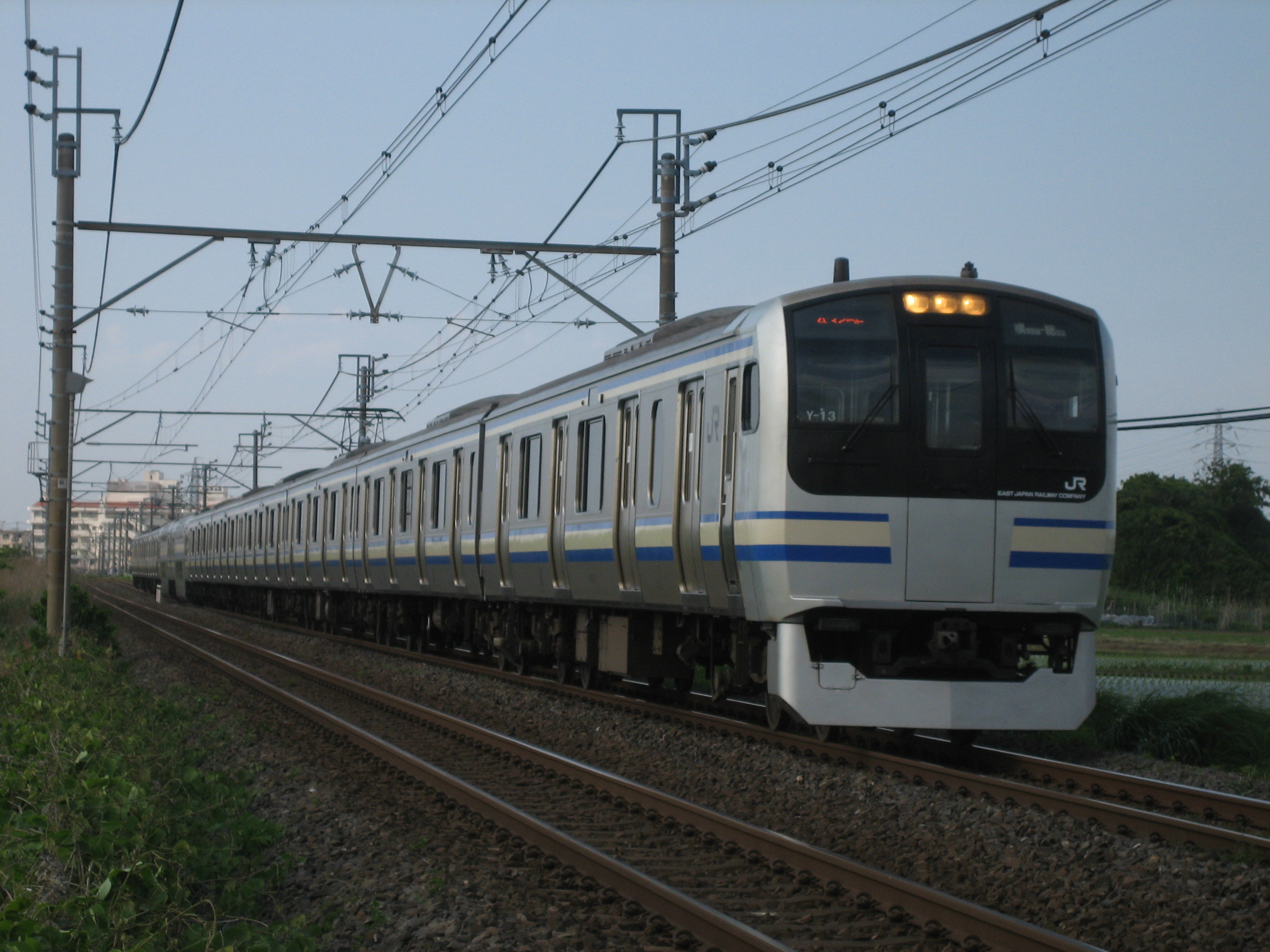
Série E217 (services avec la ligne Sōbu)
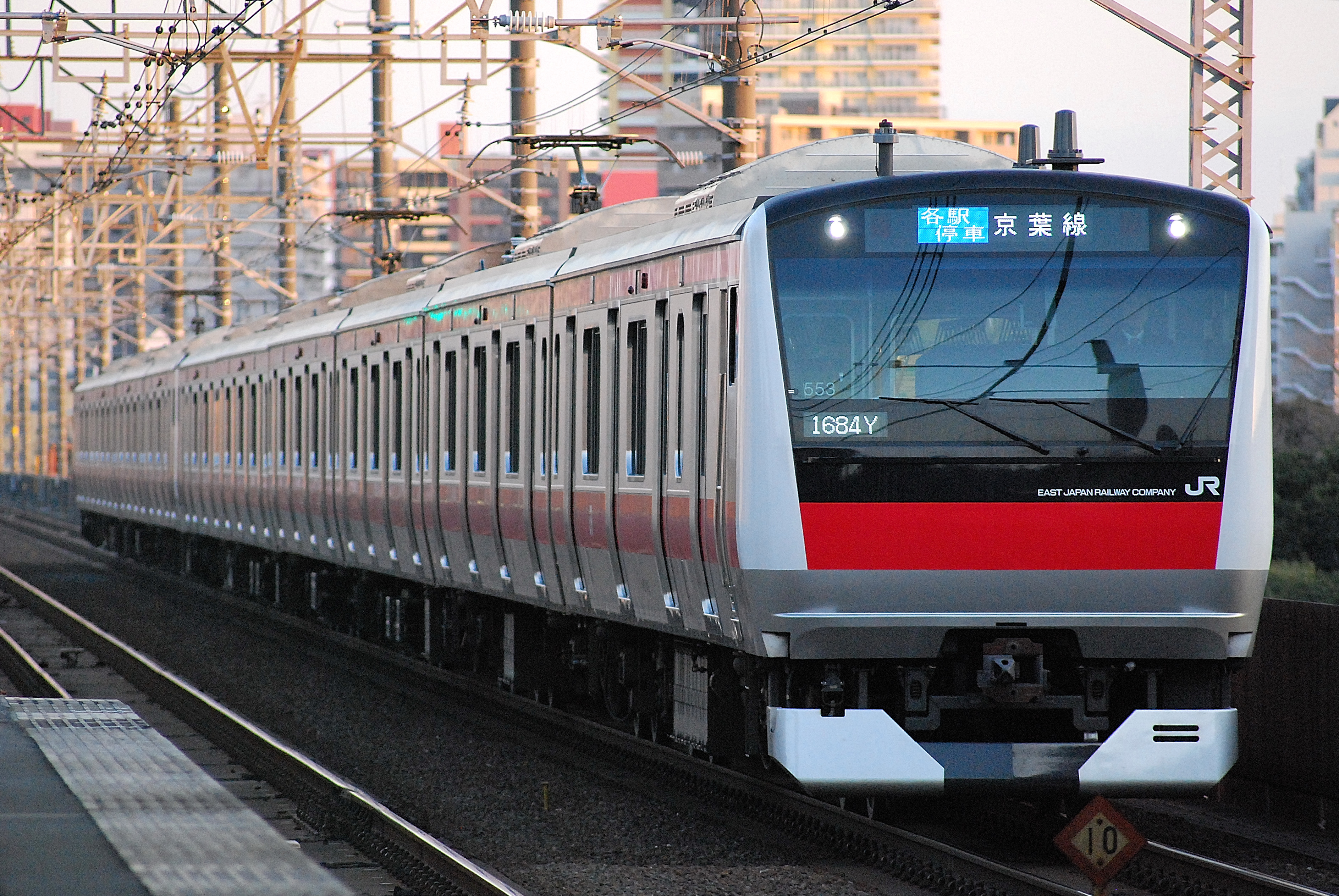
Série E233-5000 (services avec la ligne Keiyō)